# 和歌山市立楠見東小学校
和歌山市立楠見東小学校（わかやましりつ くすみひがししょうがっこう）は、和歌山県和歌山市善明寺にある市立小学校。
校庭にはレインボーうんていと呼ばれるうんていがあり、その長さは和歌山県内1の長さを誇る。

## 沿革史
※出典

### 昭和
- 55年　第2分離校の用地確保
- 56年9月　楠見東小学校区決定
- 58年9月　和歌山市立楠見小学校分校として発足（児童数 419 名）
- 59年3月　第二期工事完工（普通教室6、特別教室3、保健室）
- 59年4月　楠見東小学校として分離（児童 653名、学級 20、教職員33名）
- 59年6月2日　竣工開校式典を挙行(本校の開校記念日）
- 59年7月6日　プール開き式典を挙行
- 59年9月3日　運動場完成
- 59年10月26日　校歌制定（詩　河野洋純、曲　森川隆之）
- 60年2月18日　校舎の北面に屋外用大時計設置（卒業記念）
- 60年6月30日　電柱、タイヤを使った遊具製作
- 61年12月20日　うんてい完成
- 61年1月22日　飼育小屋完成
- 62年4月16日　中国広東省教育視察団来校
- 62年11月15日　電柱、ロープを使った遊具製作
- 62年11月21日　平行棒完成
- 63年3月2日　石碑建立

### 平成
- 2年3月16日　ブロンズ像「鳩と少女」建立
- 3年11月29日　（市）視聴覚教育研究会開催
- 5年4月1日　基礎学力充実研究校の（県）指定
- 5年5月29日　創立十周年記念式典挙行
- 6年2月28日　パソコン教室開設
- 7年8月1日　プール完成式挙行
- 13年9月29日　ビオトープづくりを始める
- 15年4月16日　20周年記念の航空写真（下敷き配布）
- 18年4月1日　 (市)社会福祉協議会指定、「ボランティア協力校（～20年度）
- 18年11月21日　第60回和歌山県図工・美術研究大会開催
- 19年4月12日　第41回川端龍子賞受賞
- 20年4月1日　青少年赤十字に全校加盟
- 21年2月21日　「ボランティア協力校」実践発表
- 22年3月1日　なかよし広場に「トンボ池」完成
- 23年3月9日　太陽光発電設備工事完了
- 24年4月1日　Wプロジェクト「和歌山市子ども元気アップ大作戦」研究協力校の指定
- 25年3月31日　屋外トイレ完成
- 25年5月1日　30周年記念の航空写真撮影（下敷きを全校児童に配布）
- 25年5月2日　プール床面修理
- 25年12月25日　トイレの間仕切り、ペンキ塗り替え工事
- 26年1月27日 被服室電気配線増設工事
- 26年6月30日　ストックヤード設置
- 29年4月7日　バリアフリー工事完成
- 29年10月2日　外壁改修工事完成
- 30年2月25日　空調設備工事完成

### 令和
- 2年3月31日　西トイレ1F～4F改修工事完成

## 通学区域が隣接している学校
- 和歌山市立楠見小学校
- 和歌山市立中之島小学校
- 和歌山市立四箇郷北小学校
- 和歌山市立有功小学校
- 和歌山市立鳴滝小学校
- （大阪府）岬町立淡輪小学校

## 参考